# Olympische Sommerspiele 1992/Teilnehmer (Hongkong)
| Gelbes Symbol für Goldmedaillen mit stilisierten Olympischen Ringen | Graues Symbol für Silbermedaillen mit stilisierten Olympischen Ringen | Braundes Symbol für Bronzemedaillen mit stilisierten Olympischen Ringen |
| ------------------------------------------------------------------- | --------------------------------------------------------------------- | ----------------------------------------------------------------------- |
| —                                                                   | —                                                                     | —                                                                       |

Hongkong nahm an den Olympischen Sommerspielen 1992 in Barcelona mit einer Delegation von 38 Athleten (28 Männer und zehn Frauen) an 39 Wettkämpfen in elf Sportarten teil. Es konnten dabei keine Medaillen gewonnen werden.

## Teilnehmer nach Sportarten

### Badminton
| Männer - Chan Kin Ngai Einzel: Achtelfinale - Wong Wai Lap Einzel: Achtelfinale - Chan Siu Kwong & Ng Pak Kum Doppel: Achtelfinale | Frauen - Wong Chun Fan Einzel: Achtelfinale |

### Bogenschießen
Männer
- Fung Yik
Einzel: 69. Platz

### Fechten
Männer
- Lo Moon Tong
Florett, Einzel: 30. Platz

- Wu Xing Yao
Florett, Einzel: 42. Platz

- Tang Kwong Hau
Florett, Einzel: 49. Platz

### Judo
| Männer - Lee Kan Ultraleichtgewicht: 35. Platz - Au Woon Yiu Halbleichtgewicht: 24. Platz | Frauen - Yu Wai Seung Halbleichtgewicht: 16. Platz - Law Lai Wah Leichtgewicht: 14. Platz |

### Kanu
Männer
- Chung Chi Lok & Luk Kwok Sun
Kajak-Zweier, 500 Meter: Hoffnungslauf
Kajak-Zweier, 1000 Meter: Hoffnungslauf

### Leichtathletik
| Männer - Ku Wai Ming 100 Meter: Vorläufe - Pat Kwok Wai 200 Meter: Vorläufe | Frauen - Chan Sau Ying 100 Meter Hürden: Vorläufe |

### Rudern
| Männer - Chiang Wing Hung & Lui Kam Chi Doppelzweier: 19. Platz | Frauen - Ho Kim Fai Einer: 15. Platz |

### Schießen
Männer
- Gilbert U
Freie Pistole: 29. Platz

### Schwimmen
| Männer - Michael Wright 50 Meter Freistil: 39. Platz 100 Meter Freistil: 39. Platz 4 × 100 Meter Freistil: 15. Platz 4 × 200 Meter Freistil: 16. Platz 4 × 100 Meter Lagen: 19. Platz - Wu Tat Cheung 50 Meter Freistil: 59. Platz 4 × 100 Meter Freistil: 15. Platz 4 × 200 Meter Freistil: 16. Platz - Arthur Li 100 Meter Freistil: 42. Platz 200 Meter Freistil: 33. Platz 4 × 100 Meter Freistil: 15. Platz 4 × 200 Meter Freistil: 16. Platz 100 Meter Schmetterling: 39. Platz 200 Meter Lagen: 37. Platz 4 × 100 Meter Lagen: 19. Platz - Kelvin Li 200 Meter Freistil: 41. Platz 4 × 100 Meter Freistil: 15. Platz 4 × 200 Meter Freistil: 16. Platz - Andrew Rutherford 100 Meter Brust: 29. Platz 200 Meter Brust: 37. Platz 4 × 100 Meter Lagen: 19. Platz - Chi Jia Han 100 Meter Brust: 44. Platz 200 Meter Brust: 44. Platz - Duncan Todd 100 Meter Schmetterling: 48. Platz 200 Meter Schmetterling: 38. Platz 200 Meter Lagen: 42. Platz 400 Meter Lagen: 30. Platz 4 × 100 Meter Lagen: 19. Platz | Frauen - Robyn Lamsam 50 Meter Freistil: 36. Platz 100 Meter Freistil: 37. Platz 200 Meter Freistil: 30. Platz 400 Meter Freistil: 30. Platz |

### Segeln
| Männer - Sam Wong Windsurfen: 20. Platz | Offene Klasse - Simon Ellis & Sven Merkel Flying Dutchman: 17. Platz | Frauen - Lee Lai Shan Windsurfen: 11. Platz |

### Tischtennis
| Männer - Lo Chuen Tsung Einzel: Gruppenphase | Frauen - Chai Po Wa Einzel: Viertelfinale Doppel: Viertelfinale - Chan Tan Lui Einzel: Gruppenphase Doppel: Viertelfinale - Chan Suk Yuen Einzel: Gruppenphase |